# جاك غيلبرت (لاعب دوري الرغبي)
جاك غيلبرت (بالإنجليزية: Jack Gilbert)‏ هو لاعب دوري الرغبي أسترالي، ولد في 1918 في سيدني في أستراليا، وتوفي بنفس المكان في 1998.